# Вік-сюр-Мер
Вік-сюр-Мер (фр. Vicq-sur-Mer) — муніципалітет у Франції, у регіоні Нижня Нормандія, департамент Манш. Вік-сюр-Мер утворено 1 січня 2016 року шляхом злиття муніципалітетів Коквіль, Губервіль, Невіль-сюр-Мер i Ретовіль. Адміністративним центром муніципалітету є Коквіль. Населення — 1072 особи (01.01.2021).